# Gyazo
Gyazoは、オープンソースソフトウェアでMicrosoft Windows, OS X、Linuxで動くスクリーンショットソフトウェアである。
キャプチャ後はクラウドに直接アップロードが可能であり、リンク先の固有URLが生成される。名称は日本語の「画像」に由来する。

## 機能

### スクリーンショット、アニメーションGif
タスクバーアイコンを右クリックでユーザインタフェースが利用でき、起動時にアップロード範囲をカーソルで指定する。Ver2.0にてGIFのキャプチャや、最大10秒までの動的GIFとMP4動画の作成機能が追加された。

### 画像アップロード
アイコンに画像をドラッグしてアップロードする。2015年3月15日Ver2.4ではブラウザの新規タブを開くことなくアップロード可能になった。

### クラウドストレージ
スクリーンショットはサーバー上の基本無料のクラウドストレージに無制限で保存可能。